# Leptogaster helvola
Leptogaster helvola là một loài ruồi trong họ Asilidae. Leptogaster helvola được Loew miêu tả năm 1871. Loài này phân bố ở vùng Cổ Bắc giới.